# Ангара-А5
«Ангара-А5» — російська ракета-носій важкого класу сімейства «Ангара», перша важка ракета-носій, розроблена Росією після розпаду СРСР.
Головний розробник та виробник — Державний космічний науково-виробничий центр імені М. В. Хрунічева.

## Параметри
- Розрахункова стартова маса: 773 т.
- Маса корисного навантаження (вантажу), що виводиться на низьку опорну орбіту: 24.3 т.
- Маса корисного навантаження, що виводиться на геоперехідну орбіту: 5.4 т / 7,5 т.
- Маса корисного навантаження, що виводиться на геостаціонарну орбіту: 3.0 т / 4.6 т[1].

Запускається з п'ятьма універсальними ракетними модулями УРМ-1, оснащеними двигунами РД-191 (чотири модулі на першому ступені і один - на другому; як УРМ в майбутньому планується застосовувати багаторазові прискорювачі першого ступеня «Байкал», що значно здешевлюють запуск, і є перші в світі з планеруючою, керованою посадкою на аеродром), одним блоком УРМ-2 третього ступеня та розгінним блоком «Бриз-М» або киснево-водневим КВТК.
Екологічно чисте паливо ракети (кисень + гас) дозволить знизити екологічне навантаження від запусків на навколишнє середовище.
Стартові комплекси: Плесецьк, Східний.

## Випробування
Перший запуск успішно відбувся 23 грудня 2014 о 8:57 МСК, з пускової установки УСК 12П211 (Майданчик 35) космодрому Плесецьк. Маса РН склала приблизно 768 тонн, маса макета корисного навантаження — 2.04 тонни. Розгінний блок «Бриз-М» після декількох корекцій орбіти вивів габаритно-масовий макет на геостаціонарну орбіту висотою 35.8 тис. км, макет при цьому від розгінного блоку не відокремлювався.
Перший запуск «Ангари-А5»  буде в грудні 2020 року.

## Застосування
У рамках льотних випробувань до 2021 року планують здійснити 5 запусків важкої версії ракети-носія «Ангара».
2015 року Центр імені Хрунічева збирався побудувати одну важку ракету сімейства «Ангара». У 2016—2017 роках виробництво Ангари-А5 не планується. Очікується, що з 2018 до 2020 року буде створюватися щорічно по дві важких "Ангари ", у 2021—2022 роках — вже по чотири. Планується 2023 року виробити шість ракет, а в 2024—2025 роках — вийти на щорічний випуск семи носіїв «Ангара-А5».
Через перенесення виробництва, виготовлення ракет було призупинене. Це порушило всі плани запуску ракет.
Після закінчення випробувань, починаючи з 2021, «Ангару-А5» планують використовувати в тому числі й для запусків Перспективної пілотованої транспортної системи до МКС.
Існує проект створення за допомогою «Ангари-5» російської місячної бази. Щоб створити базу в районі Південного полюса Місяця, компанія «Лін Індастріал» пропонує здійснити 13 пусків модернізованих ракет «Ангара-А5». Всього ж для підтримки бази буде потрібно 37 пусків протягом п'яти років. Можливий термін реалізації проекту — десять років від моменту прийняття рішення, з них п'ять років — безпосереднє розгортання бази та робота екіпажів. При цьому Роскосмос оцінює програму зі створення місячної бази набагато дорожче.